# O, jag vet ett härligt land
O, jag vet ett härligt land är en psalm med text från 1903 av Eric Bergquist och musik av Julius Dahlöf.

## Publicerad i
- Segertoner 1988 som nr 670 under rubriken "Framtiden och Hoppet - Himlen".[1]